# Radicaal 128
Radicaal 128 is een van de 29 van de 214 Kangxi-radicalen dat bestaat uit zes strepen.
In het Kangxi-woordenboek zijn er 172 karakters die dit radicaal gebruiken.

## Karakters met het radicaal 128

Het menselijk oor

| Strepen | Karakter                                        |
| ------- | ----------------------------------------------- |
| + 0     | 耳                                              |
| + 1     | 耴                                              |
| + 2     | 耵                                              |
| + 3     | 耶 耷                                           |
| + 4     | 耸 耹 耺 耻 耼 耽 耾 耿 聀 聁 聂                |
| + 5     | 聃 聄 聅 聆 聇 聈 聉 聊 聋 职 聍 聎 聏 聐 聑 聒 |
| + 6     | 聓 联                                           |
| + 7     | 聕 聖 聗 聘                                     |
| + 8     | 聙 聚 聛 聜 聝 聞 聟 聠 聡 聢 聣                |
| + 9     | 聤 聥 聦 聧 聨 聩 聪 聫                         |
| + 10    | 聬 聭                                           |
| + 11    | 聯 聰 聱 聲 聳 聴                               |
| + 12    | 聮 聵 聶 職                                     |
| + 13    | 聸                                              |
| + 14    | 聹 聺 聻 聼                                     |
| + 16    | 聽 聾                                           |

Orakelbotkarakter
Bronskarakter
Groot zegelkarakter
Klein zegelkarakter